# Список спортивных аэродромов Украины
| Наименование аэродрома | Индекс* | ВПП (длина и ширина) | Эксплуатант                                            |
| ---------------------- | ------- | -------------------- | ------------------------------------------------------ |
| Белый Колодезь         |         |                      | Волчанский АТСК                                        |
| Бородянка              |         |                      | Бородянский АТСК                                       |
| Бузовая                |         |                      | Киевский АСК (ЦАК)                                     |
| Валерьяновка           |         | 650х100, 400х20      |                                                        |
| Васильевка             |         |                      | Запорожский АТСК                                       |
| Воронов                |         |                      | Ровенский АСК                                          |
| Джанкой                |         |                      | Джанкойский филиал ЦАК                                 |
| Енакиево               |         |                      | Енакиевский АТСК                                       |
| Заводское              |         |                      | Симферопольский АСК                                    |
| Каменка                |         | 1230х1150            | Днепропетровский АСК                                   |
| Карагоз                |         |                      | Феодосийский АТСК, центр планерного спорта "Коктебель" |
| Коротич                |         |                      | Харьковский аэроклуб им.В.С.Гризодубовой               |
| Красилов               |         |                      | Хмельницкий филиал ЦАК                                 |
| Краматорск             |         | 2400*40              | Краматорский АТСК                                      |
| Кремидовка             |         |                      | Аэроклуб «Вираж»                                       |
| Кульбакино             |         |                      | Николаевский АТСК                                      |
| Майское                |         | 1500x100             | АТСК "Авиа-Союз" (Днепропетровск)                      |
| Моспино                |         |                      | Донецкий АСК                                           |
| Новый Айдар            |         |                      | Луганский АСК                                          |
| Одесса-Лиман           |         |                      | Одесский АСК                                           |
| Орехово                |         | 450*40               | Днепропетровский АСК                                   |
| Супруновка             |         |                      | Полтавский АТСК                                        |
| Сутиски                |         |                      | Винницкий АСК                                          |
| Тарасовка              |         |                      | Луганский АСК                                          |
| Фёдоровка              |         |                      | Кировоградский АСК                                     |
| Цунев                  |         |                      | Львовский АСК                                          |
| Чайка                  |         |                      | Киевский АСК (ЦАК)                                     |
| Чапаевка               |         |                      | Черкасский АСК                                         |
| Чемер                  |         |                      | Черниговский АСК                                       |
| Юхарина Балка          |         |                      | Севастопольский АСК                                    |

## Сокращения
АРЗ — авиационно-ремонтный завод

АСК — авиационно-спортивный клуб

АТСК — авиационно-технический спортивный клуб

ЦАК — центральный аэроклуб